# Hydroptila mendli
Hydroptila mendli är en nattsländeart som beskrevs av Malicky 1980. Hydroptila mendli ingår i släktet Hydroptila och familjen smånattsländor. Utöver nominatformen finns också underarten H. m. levanti.